# Levi Casey (Politiker)
Levi Casey (* um 1752 in Province of South Carolina; † 3. Februar 1807 in Washington, D.C.) war ein US-amerikanischer Politiker. Zwischen 1803 und 1807 vertrat er den Bundesstaat South Carolina im US-Repräsentantenhaus.

## Werdegang
Sowohl das genaue Geburtsdatum als auch der Geburtsort von Levi Casey sind unbekannt. Er wuchs noch während der britischen Kolonialzeit auf und schloss sich dann der amerikanischen Revolution an. Während des Unabhängigkeitskrieges diente er in der Kontinentalarmee. Später wurde er Brigadegeneral der Staatsmiliz von South Carolina. Im Jahr 1785 wurde Casey Bezirksrichter im Newberry County.
Politisch wurde Casey Mitglied der Demokratisch-Republikanischen Partei von Thomas Jefferson. In den Jahren 1781 und 1782 sowie nochmals von 1800 bis 1802 saß er im Senat von South Carolina. Dazwischen war er von 1786 bis 1799 mehrfach Abgeordneter im Repräsentantenhaus des Staates. 1802 wurde er im sechsten Wahlbezirk von South Carolina in das US-Repräsentantenhaus in Washington gewählt, wo er am 4. März 1803 die Nachfolge von Thomas Moore antrat. Da er bei den folgenden Wahlen jeweils bestätigt wurde, konnte er bis zu seinem Tod im Jahr 1807 im Kongress verbleiben. In diese Zeit fielen der von Präsident Jefferson getätigte Louisiana Purchase und die Verabschiedung des 12. Verfassungszusatzes.
Im Jahr 1806 war Casey erneut in das US-Repräsentantenhaus gewählt worden. Er konnte seine am 4. März 1807 beginnende neue Amtsperiode aber nicht mehr antreten, da er bereits am 3. Februar dieses Jahres verstarb. Nach einer Nachwahl fiel sein Mandat an Joseph Calhoun. Levi Casey wurde auf dem Kongressfriedhof in Washington beigesetzt.